# Claudia Christina
Pour les articles homonymes, voir Christina.
Claudia Christina Früchtenicht (née le 23 mai 1966 à Elmshorn, morte le 4 octobre 2005) est une animatrice de radio et de télévision et chanteuse allemande.

## Biographie
Elle commence sa carrière d'animatrice de télévision à l'ARD. En 1999, elle est diplômée de pédagogie sociale. Dans les années 2000, elle conçoit et anime des émissions pour la NDR.
Claudia Christina est aussi animatrice de radio dans les années 1990 sur NDR 1 Welle Nord.
Elle a une carrière de chanteuse. En 1984, elle fait partie du groupe Speelwark. En 1996, elle épouse son producteur Lutz Ribatis. En 1998, elle commence une carrière solo sous le nom de Claudia Christina.

## Discographie
- 2000 :  Ein Teil Von Mir
- 2004 : Traumprinzen
- 2006 : Ihr Leben, ihre Lieder

## Source de la traduction
- (de) Cet article est partiellement ou en totalité issu de l’article de Wikipédia en allemand intitulé « Claudia Christina » (voir la liste des auteurs).